# Lilium lankongense
Lilium lankongense (chin. 匍茎百合 / 匍莖百合, fú jīng bǎihé) ist eine Art aus der Gattung der Lilien (Lilium) in der Sektion Sinomartagon innerhalb der Familie der Liliengewächse (Liliaceae). 

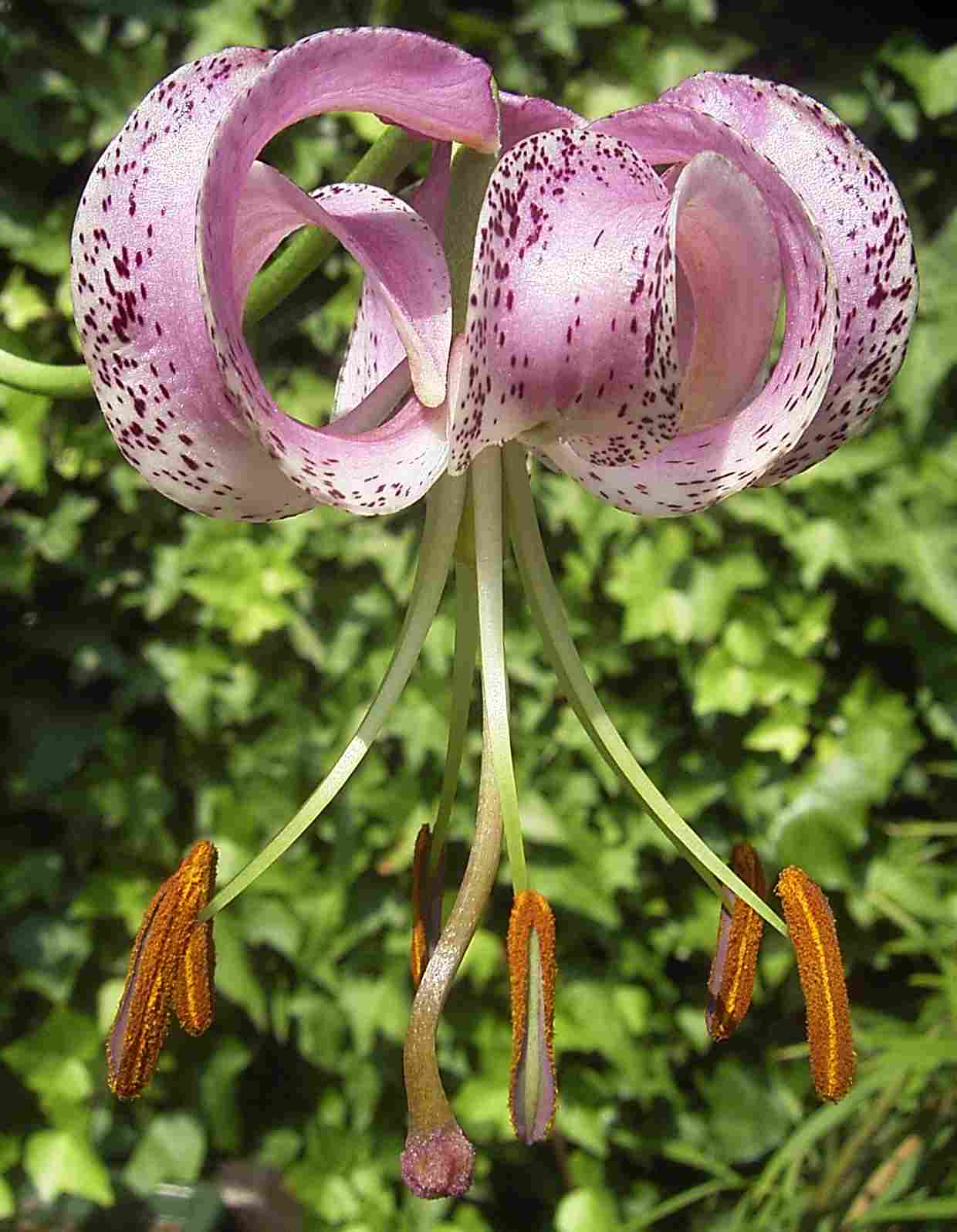
Blüte

## Beschreibung
Lilium lankongense ist eine mehrjährige krautige Pflanze, die Wuchshöhen von 40 cm bis 150 cm erreicht. Die Zwiebeln sind oval und erreichen einen Durchmesser von etwa 2,5 cm bis 4 cm. Sie sind mit weißen ovalen oder oval-lanzettlichen Schuppen überzogen und bilden Brutzwiebeln aus. Der Stängel ist blass purpur-braun und papillös, häufig wächst er am Grund zunächst waagerecht. Die Laubblätter sind lanzettförmig, drei- bis siebennervig, zwischen 3 cm und 10 cm lang und 0,5 cm bis 1,7 cm breit. Sie sind um den Stängel verteilt und unterseits und am Rand leicht papillös.
Sie blüht von Juni bis Juli mit einer einzelnen oder bis zu 15 in einer Rispe nickenden Blüten, die duften. Die zwittrigen Blüten sind dreizählig. Die sechs gleichgestalteten, lanzettförmigen Blütenhüllblätter sind zurückgebogen und 5 cm bis 5,5 cm lang sowie zwischen 8 mm und 10 mm breit. Die Grundfarbe der Blüten ist rosa mit tiefroten Punkten. Die Blüte dunkelt im Alter nach. Die Antheren sind purpurn und etwa 10 mm groß, die Pollen sind rotbraun und die Filamente etwa 35 mm lang. Der Griffel ist 3 cm bis 4 cm lang und der Fruchtknoten ist etwa 2–3 mm breit und 10–13 mm lang. Die Nektarien sind beidseitig papillös. Die Samen reifen in 1,5 cm bis 2,5 cm langen und etwa 12–20 mm breiten elliptischen Samenkapseln heran.
Die Chromosomenzahl beträgt 2n = 24.

## Verbreitung und Standort
Lilium lankongense ist im Nordwesten der Provinz Yunnan und im Südosten des Autonomen Gebiets Tibet in der Volksrepublik China endemisch.
Die Art wächst auf alpinen Wiesen in Höhenlagen von 1800 m bis 3200 m.

## Taxonomie
Lilium lankongense wurde 1892 durch den französischen Botaniker Adrien René Franchet in Journal de Botanique [L. Morot] Band 6 Seite 317 erstbeschrieben. Ein Synonym ist Lilium duchartrei var. lankongense (Franch.) K.Krause.